# 杨克勤
杨克勤（1957年10月—），男，汉族，安徽临泉人，中华人民共和国政治人物。研究生学历，管理学硕士学位。第十二届全国人民代表大会吉林地区代表，曾任吉林省人民检察院党组书记、检察长，国家二级大检察官。

## 生平
1977年4月加入中国共产党。1978年10月至1980年7月在安徽省政法干部学校（公安学校）公安专业学习。毕业后1980年7月参加工作，进入中共安徽省委，任政法领导小组、政法委干部。1988年，转任安徽省公安厅办公室秘书，次年回到省委政法委，历任办公室副主任、主任。1994年，上调中共中央政法委，历任办公室秘书处处长，办公室副主任，政法队伍建设指导室副主任，政法研究所所长、中央司法体制改革办公室副主任。2012年1月，出任吉林省人民检察院党组书记，次月任吉林省人民检察院检察长、党组书记。2013年，被选为全国人大代表。2018年1月，当选第十三届全国政协委员。2018年2月24日，当选为第十三届全国人大代表。

### 落马
2019年7月16日，媒体报道杨克勤于前一周被纪委带走调查，吉林省检察院官网上关于杨克勤的活动信息停留在7月8日。此前，吉林省人民检察院已有谢茂田和吴长智两名副检察长被查。次日，中央纪委国家监委网站发布消息。杨克勤涉嫌严重违纪违法，目前正接受中央纪委国家监委纪律审查和监察调查。杨克勤是2019年下半年第一名“落马”的省部级干部，也是中共十八大以来首位在任上被查的省级检察院检察长。
2019年12月1日，中央纪委国家监委通报，杨克勤被开除党籍、开除公职，移送检察机关依法审查起诉。
2021年5月17日上午，河北省石家庄市中级人民法院一审公开宣判杨克勤受贿案，以受贿罪判处有期徒刑十三年，并处罚金人民币四百万元；对杨克勤受贿所得财物及其孳息依法予以追缴，上缴国库。审理查明：2011年至2019年，杨克勤利用职务之便，为相关单位和个人在企业经营、案件处理及职务调整等事项上提供帮助，直接或通过其家属非法收受他人给予的财物，共计折合人民币4635.6141万元。鉴于其到案后如实供述自己罪行，主动交代监察机关尚未掌握的绝大部分受贿犯罪事实，认罪悔罪，积极退赃，赃款赃物已全部追缴，具有法定、酌定从轻处罚情节，依法可以对其从轻处罚。

## 外部連結
- 楊克勤簡歷 （页面存档备份，存于）

| 中华人民共和国检察机关职务 | 中华人民共和国检察机关职务                  | 中华人民共和国检察机关职务 |
| -------------------------- | ------------------------------------------- | -------------------------- |
| 前任： 张金锁              | 吉林省人民检察院检察长 2012年2月－2019年7月 | 繼任： 尹伊君              |